# Jacqueline Burns
Jacqueline Burns (født 6. marts 1997) er en kvindelig nordirsk fodboldspiller, der spiller målvogter for svenske BK Häcken i Damallsvenskan og Nordirlands kvindefodboldlandshold.
Hun blev i juni 2022 udtaget til den officielle trup frem mod EM i fodbold 2022 i England, som førstevalg. Hun fik debut på A-landsholdet den 3. juli 2013, i et 0–3-nederlag mod Holland.